# Österreichische Handballmeisterschaft (Frauen) 2016/17
Die 46. Saison der Women Handball Liga Austria (WHA) begann am 10. September 2016 und endete mit dem zweiten Finalspiel um die österreichische Meisterschaft am 27. Mai 2017.
In der höchsten österreichischen Frauenliga sind bis zu 12 Mannschaften vertreten. In der Saison 2016/17 nahmen nur 11 Mannschaften teil.

## Modus
Im Grunddurchgang spielen die elf Mannschaften ein Doppelrundenturnier. Die beiden erstplatzierten Mannschaften erreichen das WHA-Finale, das in zwei Spielen im Europacup-Modus ausgetragen wird.

## Grunddurchgang
| Pl. | Verein                                | Sp. | S  | U | N  | Tore      | Diff. | Punkte |
| --- | ------------------------------------- | --- | -- | - | -- | --------- | ----- | ------ |
| 1.  | Hypo NÖ                               | 20  | 20 | 0 | 0  | 0733:3970 | +336  | 40     |
| 2.  | MGA Fivers                            | 20  | 17 | 0 | 3  | 0646:4570 | +189  | 34     |
| 3.  | ATV TDE Group Trofaiach               | 20  | 12 | 1 | 7  | 0515:4800 | +35   | 25     |
| 4.  | UHC Müllner Bau Stockerau             | 20  | 10 | 1 | 9  | 0548:5490 | −1    | 21     |
| 5.  | WAT Atzgersdorf                       | 20  | 10 | 0 | 10 | 0491:5310 | −40   | 20     |
| 6.  | SSV Dornbirn Schoren                  | 20  | 9  | 1 | 10 | 0528:6020 | −74   | 19     |
| 7.  | HIB Handball Graz                     | 20  | 7  | 2 | 11 | 0518:5930 | −75   | 16     |
| 8.  | Roomz Hotels ZV Handball Wr. Neustadt | 20  | 7  | 1 | 12 | 0531:5690 | −38   | 15     |
| 9.  | HC Sparkasse BW Feldkirch             | 20  | 6  | 2 | 12 | 0463:5360 | −73   | 14     |
| 10. | Union St. Pölten                      | 20  | 6  | 0 | 14 | 0487:5760 | −89   | 12     |
| 11. | Union Korneuburg                      | 20  | 2  | 0 | 18 | 0475:6450 | −170  | 4      |

In diesem Jahr spielten nur 11 Vereine in der WHA, da die Liga vor Beginn der Saison kurzfristig entschied, dass Hypo NÖ 2 in der obersten Spielklasse nicht mehr spielberechtigt ist. Hypos zweite Mannschaft wurde in die Bundesliga rückversetzt. Daher gab es am Ende des Grunddurchganges keinen Absteiger aus der WHA.

## Finale
| 25.05.2017 | MGA Fivers – Hypo NÖ | 21:23 |
| 27.05.2017 | Hypo NÖ – MGA Fivers | 31:23 |

Hypo NÖ wurde damit zum 41. Mal in Serie Handball-Meister.
Cup-Sieger wurden zum ersten Mal die MGA Fivers die gegen Hypo NÖ gewannen.

## Sonstiges
Parallel zum WHA-Bewerb wird der Nachwuchsbewerb "Unter 18" (WHA U18) durchgeführt (nur Grunddurchgang).
Die zweithöchste Spielklasse ist die Bundesliga Frauen (BLF) mit 8 Mannschaften. Nach dem Grunddurchgang wird die Reihung und Abschlusstabelle in einem oberen und unteren Playoff ermittelt.